# Albert Ehrhard
Albert Joseph Maria Ehrhard (Herbitzheim, 14 marzo 1862 – Bonn, 23 settembre 1940) è stato un teologo tedesco.

## Biografia
Ehrhard studiò teologia a Würzburg e Münster, ordinato come sacerdote nel 1885, poi ricevette il dottorato di teologia nel 1888. Dal 1889 fu professore di dogmatica presso il seminario cattolico romano di Strasburgo. Dal 1892 al 1898 fu professore di teologia all'Università di Würzburg e successivamente ebbe una cattedra presso le seguenti università Vienna (dal 1898), Friburgo (dal 1902) e Strasburgo (dal 1903), dove nel 1911/12 ricoperì il ruolo di rettore universitario . Dal 1920 al 1927 fu professore di storia della chiesa presso l'Università di Bonn.

## Opere principali
- Die altchristliche Literatur und ihre Erforschung seit 1880 (1894).
- Die altchristliche Litteratur und ihre Erforschung von 1884-1900 (1894).
- Forschungen zur hagiographie der griechischen kirche, vornehmlich auf grund der hagiographischen handschriften von Mailand (1897).
- Geschichte der byzantinischen Litteratur (con Karl Krumbacher, Heinrich Gelzer, 1897).
- Der Katholizismus und das zwanzigste Jahrhundert im Lichte der kirchlichen Entwicklung der Neuzeit (1902).
- Die Griechischen Martyrien (1907).
- Das Mittelalter und seine kirchliche Entwickelung (1908)t.
- Urchristentum und Katholizismus : drei Vorträge (1926).
- Das Christentum im Römischen Reich bis Konstantin (1932).[3]
- Die Kirche der Märtyer; ihre Aufgaben und ihre Leistungen (1932).
- Urkirche und Frühkatholizismus (1935).[4]